# Johanna Köhler
Johanna Charlotte Köhler (* 3. Dezember 1939 in Sonneberg) ist eine deutsche Politikerin (DDR-CDU bis 1990, CDU) und war von 1990 bis 1999 Abgeordnete für ihre Partei im Thüringer Landtag.

## Leben
Köhler wuchs in Sonneberg auf, wo sie 1957 auch ihr Abitur ablegte. Anschließend studierte sie an der Friedrich-Schiller-Universität Jena Lehrerin für Französisch und Latein. Ab 1966 war Köhler als Diplom-Lehrerin für Französisch und Latein, später auch für Englisch tätig. Sie unterrichtete von 1967 bis 1990 an der Arnoldischule in Gotha. Während ihrer Berufstätigkeit absolvierte Köhler ein Fernstudium an der Martin-Luther-Universität Halle-Wittenberg, welches sie 1974 als Diplomlehrerin für Englisch abschloss. Johanna Köhler war zuletzt Studienrätin.
Köhler lebt in Gotha.

## Politik
Köhler wurde 1968 Mitglied der CDU der DDR. Von 1979 an vertrat sie ihre Partei im Kreistag Gotha. Bei den ersten freien Volkskammerwahlen vom 18. März 1990 kandidierte sie für die CDU im Bezirk Erfurt auf Listenplatz 7 und zog nach der Wahl in das letzte Parlament der DDR als Abgeordnete ein. Im Herbst 1990 kandidierte sie zu den Landtagswahlen in Thüringen und wurde als Landtagsabgeordnete gewählt. 1994 gelang ihr nochmals der Einzug in das thüringische Landesparlament.